# Annual Review of Anthropology
Annual Review of Anthropology – recenzowane czasopismo naukowe ukazujące się raz w roku i zawierające prace przeglądowe z dziedziny antropologii. Istnieje od 1959 roku.
Do 1971 roku periodyk nosił nazwę „Biennial Review of Anthropology” i był wydawany przez Stanford University Press.
Czasopismo ma 2 redaktorów naczelnych: Donalda Brenneisa z Uniwersytetu Kalifornijskiego w Santa Cruz i Karen B. Strier z Uniwersytetu Wisconsin–Madison.
Impact factor periodyku za rok 2015 wyniósł 2,200, co uplasowało go na 11. miejscu wśród 84 czasopism antropologicznych. Na polskiej liście czasopism punktowanych przez Ministerstwo Nauki i Szkolnictwa Wyższego z 2015 roku „Annual Review of Anthropology” przyznano 45 punktów.